# هينريتش فون دير مارك
هينريتش فون دير مارك (بالألمانية: Heinrich von der Mark)‏ هو سياسي ألماني، ولد في 14 ديسمبر 1784 في ألمانيا، وتوفي في 14 يونيو 1865 في بامبرغ في ألمانيا.